# Верхня Криниця
Ве́рхня Крини́ця — село в Україні, у Василівській міській громаді Василівського району Запорізької області. Населення становить 1534 осіб. До 2020 орган місцевого самоврядування — Верхньокриничанська сільська рада.

## Географія
Село Верхня Криниця розташоване на лівому березі Каховського водосховища (Дніпро) в місці впадання в нього річки Карачокрак, вище за течією на відстані 7 км розташоване село Кам'янське, нижче примикає місто Василівка. Поруч проходить автошлях міжнародного значення М18E105. Через село проходить залізниця, найближча станція Таврійськ. На південній околиці села балка Криничувате впадає у річку Дніпро.

## Населення

### Мова
Розподіл населення за рідною мовою за даними перепису 2001 року:
| Мова            | Кількість | Відсоток |
| --------------- | --------- | -------- |
| українська      | 1350      | 88.00%   |
| російська       | 180       | 11.73%   |
| білоруська      | 3         | 0.20%    |
| інші/не вказали | 1         | 0.07%    |
| Усього          | 1534      | 100%     |

## Історія
Село засноване 1850 року.
12 червня 2020 року, відповідно до Розпорядження Кабінету Міністрів України від № 713-р «Про визначення адміністративних центрів та затвердження територій територіальних громад Запорізької області», увійшло до складу Василівської міської громади.
19 липня 2020 року, в результаті адміністративно-територіальної реформи та ліквідації колишнього Василівського району (1923—2020), село увійшло до складу новоутвореного Василівського району.
14 березня 2022 року у  селі Верхня Криниця російські окупаційні війська завдали критичних збитків Василівському експлуатаційному цеху водопостачання та водовідведення. Крім руйнування адмінбудівлі, пошкоджена лінія електроживлення. Також зруйнована будівля каналізаційної насосної станції № 1, що подає стічні води до Василівки на очисні споруди каналізації. Навіть у разі відновлення живлення функціонування очисних споруд неможливе. Наразі потребує капітального відновлення споруда та обладнання каналізаційної насосної станції № 1. Зворотні води з міста зараз потрапляють до річки Дніпро без будь-якого очищення.

## Об'єкти соціальної сфери
- Верхньокринічанська загальноосвітня школа I—II ступенів
- Амбулаторія загальної практики сімейної медицини
- Верхньокринічанський сільський клуб
- Верхньокринічанська сільська бібліотека
- Відділення поштового зв'язку
- Дитячий садок «Пролісок»

## Релігія
- Храм в ім'я святого благовірного страстотерпців Миколи та Олександри.
- Свято-Андріївський Храм

## Постаті
- У селі 12 липня 1945 року народився Петро Олексійович Приходько, відомий в Україні фотомайстер, заступник головного редактора газети "Правда України".
- Мамасуєв Роман Михайлович (1983—2016) — прапорщик Збройних сил України, учасник російсько-української війни.